# 孔東梅
孔 東梅（こう とうばい、コン・ドゥンメイ、1972年1月1日 - ）は、中華人民共和国の実業家。孔子の第77代子孫。中国共産党の初代中央委員会主席・毛沢東の孫娘に当たる。北京東潤菊香書屋有限公司董事長（会長）。

## 経歴
1972年1月1日、毛沢東と賀子珍の娘、李敏の娘として上海市で生まれた。1992年、北京航空航天大学英米文学科に入学。大学を卒業した後、1996年、創業間もない泰康人寿に入った。1999年、米国ペンシルベニア大学の国際政治学科に留学した。2001年に帰国した後、北京東潤菊香書屋有限公司を創立した。

## 家族
泰康人寿を創設した資産家の陳東昇とは1996年に付き合い始め、2人の間で3人の子供が生まれたが、2011年に陳が元妻と離婚し、2人はようやく夫婦となった。